# Retzwiller
Retzwiller là một xã ở tỉnh Haut-Rhin trong vùng Grand Est ở đông bắc Pháp. Xã này có diện tích 4,1 km², dân số năm 1999 là 662 người. Khu vực này có độ cao 315 mét trên mực nước biển.